# حرب الملكة آن
حرب الملكة آن (1702—1713) هي حرب الخلافة الإسبانية (1701- 1714) في أمريكا الشمالية. وكانت الحرب الثانية في سلسلة من اربع الحروب الفرنسية الهندية بين فرنسا وانكلترا (في وقت لاحق فرنسا وبريطانيا العظمى). يستخدم اسم «حرب الملكة آن» فقط في الولايات المتحدة. في كندا وبريطانيا وفرنسا النظر لهذه الحرب على انها مجرد مسرح لحرب الخلافة الإسبانية.

## مخطط الحرب
اندلعت الحرب عام 1701 وكانت في الأساس صراعًا بين المستعمرين الفرنسيين والإسبان والإنجليز للسيطرة على القارة الأمريكية بينما كانت حرب الخلافة الإسبانية في أوروبا، وتحالف كل طرف مع قبائل أمريكية أصلية مختلفة. حدث القتال على أربع جبهات:
1. في الجنوب، هاجمت فلوريدا الإسبانية ومقاطعة كارولينا الإنجليزية بعضهما البعض، واشتبك المستعمرون الإنجليز مع المستعمرين الفرنسيين المتمركزين في حصن لويس دي لا لويزيان (بالقرب من موبايل حاليًا، في ألاباما)، مع الحلفاء الهنود على كلا الجانبين. لم تسفر حرب الجنوب عن تغييرات إقليمية كبيرة، ولكن كان لها تأثير على أحداث كانت على وشك القضاء على السكان الهنود في فلوريدا الإسبانية وأجزاء من جنوب جورجيا، وتدمير شبكة البعثات الإسبانية في فلوريدا.
2. في نيو إنجلاند، حارب المستعمرون الإنجليز ضد المستعمرين الفرنسيين والقوات الهندية في أكاديا وكندا. استهدفت الحملات الاستعمارية البريطانية مدينة كيبيك مرارًا وتكرارًا، واستولوا على العاصمة الأكادية بورت رويال في عام 1710. سعى المستعمرون الفرنسيون واتحاد واباناكي إلى إحباط التوسع البريطاني في أكاديا، التي تحد فرنسا الجديدة، أي نهر كينبيك في جنوب مين الحالي. نفذوا غارات في مقاطعة خليج ماساتشوستس (بما في ذلك مين)، وأشهرها الغارة على ديرفيلد في عام 1704.[1]
3. في نيوفاوندلاند، تمركز المستعمرون الإنجليز في سانت جون المتنازع عليها مع المستعمرين الفرنسيين في بلايسانس. معظم الصراع كان عبارة عن غارات مدمرة اقتصاديًا على المستوطنات. نجح المستعمرون الفرنسيون في الاستيلاء على سانت جون عام 1709، لكن سرعان ما أعاد المستعمرون البريطانيون احتلالها بعد أن تخلى عنها الفرنسيون.[2]
4. استولى القراصنة الفرنسيون المتمركزون في أكاديا وبلاسينتيا على العديد من سفن صناعات الصيد والشحن في نيو إنجلاند. انتهى الصراع البحري بالاستيلاء على أكاديا (نوفا سكوشا).[3]

أنهت معاهدة أوتريخت الحرب في عام 1713، بعد سلام أولي عام 1712. وتنازلت فرنسا عن أراضي خليج هدسون وأكاديا ونيوفاوندلاند لبريطانيا مع الاحتفاظ بجزيرة كيب بريتون وجزر أخرى في خليج سانت لورانس. كانت بعض المصطلحات غامضة في المعاهدة، ولم تتضمن مخاوف القبائل الهندية المختلفة، مما مهد الطريق للصراعات المستقبلية.

## خلفية
عندما اندلعت الحرب في أوروبا عام 1701 بعد وفاة الملك تشارلز الثاني حول خليفته على العرش الإسباني، اقتصر النزاع في البداية على عدد قليل من القوى في أوروبا، لكنه اتسع في مايو 1702 عندما أعلنت إنجلترا الحرب على إسبانيا وفرنسا. أراد كل من البريطانيين والفرنسيين إبقاء مستعمراتهم الأمريكية على الحياد، لكنهم لم يتوصلوا إلى اتفاق. لكن كان للمستعمرين الأمريكيين توتراتهم الخاصة التي كانت تتزايد على طول الحدود الفاصلة بين المستعمرات الفرنسية والإنجليزية، خاصة فيما يتعلق بالحدود والسلطة الحاكمة في الحدود الشمالية والجنوبية الغربية للمستعمرات الإنجليزية، والتي امتدت من مقاطعة كارولينا في الجنوب إلى مقاطعة خليج ماساتشوستس في الشمال، مع مستوطنات استعمارية إضافية أو بؤر استيطانية في نيوفاوندلاند وخليج هدسون.
بلغ إجمالي عدد سكان المستعمرات الإنجليزية حوالي 250000، مع سيطرة فرجينيا ونيو إنجلاند. تمركز السكان على طول الساحل، مع وجود مستوطنات صغيرة داخلية، وصلت أحيانًا حتى جبال الأبلاش. لم يعرف المستعمرون سوى القليل عن المناطق الداخلية من القارة إلى الغرب من جبال الأبلاش وجنوب البحيرات العظمى. سيطرت القبائل الهندية على هذه المنطقة، على الرغم من اختراق التجار الفرنسيين والإنجليز لها. أنشأ المبشرون الإسبان في لا فلوريدا شبكة من البعثات لتحويل الهنود إلى الكاثوليكية الرومانية. كان التعداد الإسباني صغيرًا نسبيًا (حوالي 1500)، ويقدر عدد السكان الهنود الذين كانوا يخدمونهم بـ 20000. حدد المستكشفون الفرنسيون مصب نهر المسيسيبي، وأسسوا وجودًا استعماريًا صغيرًا في حصن موريباس بالقرب من بيلوكسي، ميسيسيبي، في عام 1699. بدءًا من هناك، بدأوا في بناء طرق تجارية إلى الداخل، وأقاموا علاقات ودية مع قبيلة الشوكتاو، وهي قبيلة كبيرة كان أحد أهم أعدائها قبيلة تشيكاسو المتحالفة مع بريطانيا. عانى كل هؤلاء السكان إلى حد ما من ظهور الأمراض المعدية مثل الجدري، والتي جاءت مع المستكشفين والتجار الأوائل.
هدد وصول المستعمرين الفرنسيين إلى الجنوب الروابط التجارية التي أسسها مستعمرو كارولينا في الداخل، مما خلق توترًا بين القوى الثلاث. كانت فرنسا وإسبانيا، الحليفان في هذا الصراع، على طرفي نقيض في حرب التسع سنوات المنتهية مؤخرًا. تضاربت المطالبات الإقليمية بين كارولينا وفلوريدا جنوب نهر سافانا بسبب العداء الناتج عن الانقسامات الدينية بين المستعمرين الكاثوليك الرومان في إسبانيا الجديدة والمستعمرين البروتستانت على طول الساحل.
في الشمال، كان للصراع مكون اقتصادي قوي بالإضافة إلى النزاعات الإقليمية. كانت نيوفاوندلاند موقعًا لمستعمرة بريطانية في سانت جون ومستعمرة فرنسية في بلايسانس، وكان كلا الجانبين يحتفظان بعدد من مستوطنات صغيرة دائمة. كان للجزيرة أيضًا العديد من المستوطنات الموسمية التي يستخدمها الصيادون من أوروبا. بلغ عدد هؤلاء المستعمرين أقل من 2000 مستوطن إنجليزي و1000 مستوطن فرنسي دائم (والعديد من الزوار الموسميين) الذين تنافسوا مع بعضهم البعض في مصايد الأسماك في غراند بانكس، والتي استخدمها أيضًا الصيادون من أكاديا (ثم شملت كل من نوفا سكوشا ونيوبرونزويك) وماساتشوستس.
بقيت الحدود والتخوم غير مؤكدة بين أكاديا ونيو إنجلاند على الرغم من المعارك على طول الحدود خلال حرب الملك وليام. حددت فرنسا الجديدة حدود أكاديا على أنها نهر كينبيك في جنوب مين. كانت هناك بعثات كاثوليكية في نوريدجووك وبينوبسكوت ومستوطنة فرنسية في خليج بينوبسكوت بالقرب من كاستين في ولاية مين، والتي كانت جميعها قواعد للهجمات على مستوطنين نيو إنجلاند المهاجرين نحو أكاديا خلال حرب الملك وليام. كان الهنود ما يزالون يسيطرون على المناطق الحدودية بين نهر سانت لورانس والمستوطنات الساحلية في ماساتشوستس ونيويورك، بشكل أساسي أبيناكي وإيروكوا، واستُخدم نهر هدسون وبحيرة شامبلين كممر للإغارة على الحملات في كلا الاتجاهين في النزاعات السابقة. انحسر تهديد الهنود إلى حد ما بسبب انخفاض عدد السكان نتيجة المرض والحرب الأخيرة، لكنهم تهديدهم للمستوطنات البعيدة بقي موجودًا بقوة.
لم تتدخل مناطق خليج هدسون (المعروفة أيضًا باسم أرض الأمير روبرت) بشكل كبير في هذه الحرب. كانت مسرحًا للكثير من خلافات الشركات الفرنسية والإنجليزية المتنافسة ابتداءً من ثمانينيات القرن السادس عشر، لكن معاهدة ريسويك عام 1697 تركت فرنسا تسيطر على جميع البؤر الاستيطانية على الخليج باستثناء واحدة. الحادثة الوحيدة الملحوظة كانت الهجوم الفرنسي على البؤرة الاستيطانية في فورت ألباني عام 1709. كانت شركة خليج هدسون غير راضية عن عدم قيام ريسويك بإعادة أراضيها، ونجحت في الضغط من أجل عودتهم في المفاوضات التي أنهت هذه الحرب.

## الحروب الفرنسية الهندية
كانت بريطانيا منغمرة في نزاع مع الأمم الأخرى وبخاصة فرنسا من أجل السيادة على أمريكا الشمالية ولقد قامت بينهما أربعة حروب في أمريكا الشمالية:
- 1.حرب الملك وليم (1689 م – 1697 م)
- 2. حرب الملكة آن (1702 م – 1713 م)
- 3. حرب الملك جورج (1744 م-1748 م)
- 4. الحرب ضد فرنسا والهنود (1754 م-1763 م)

## حرب الخلافة الإسبانية
كانت حرب الخلافة الأسبانية صراعا أوربيا كبيرا بدأت بوادره بالظهور عام 1701 مع موت الملك الأسباني شارل الثاني وهو آخر ملوك سلالة هابسبرغ. وكان شارل قد أورث كامل مملكته لفيليب دوق أنجو، وهو حفيد الملك الفرنسي لويس الرابع عشر، فأصبح ملك إسبانيا باسم فيليب الخامس.
بدأت الحرب ببطء عندما شرع رأس الامبراطورية الرومانية المقدسة ليوبولد الأول بالمطالبة بأنه الأحق بعرش إسبانيا. وكان لويس الرابع عشر يقوم بتوسيع أراضيه في أوروبا بعنف، مما دفع جيرانه وعلى الأخص انكلترا وجمهورية هولندا للدخول في حلف مع الامبراطورية الرومانية المقدسة لضبط التوسع الفرنسي، وكان للأنكليز سببا إضافيا في ذلك وهو حماية الملكية الانغليكانية في بلادهم.
انضمت دول أخرى لذلك النزاع وامتدت المعارك من أوروبا لأمريكا الشمالية، وأصبحت تعرف بين المستوطنين الإنكليز في العالم الجديد بحرب الملكة آن. استمرت الحرب أكثر من عقد من الزمن لمع فيها نجم العديد من القادة والجنرالات من كلا الطرفين، مثل دوق فيلار ودوق بيرويك من فرنسا، ودوق مارلبورو من إنكلترا، والأمير يوجين من النمسا. وانتهت الحرب بتوقيع معاهدة أوتريخت عام 1713 ومعاهدة راستات عام 1714.
ونتيجة لذلك بقي فيليب الخامس ملكا لاسبانيا ولكنه أزيح من سلسلة خلافة العرش الفرنسي، وذلك لتجنب حدوث أي اتحاد مستقبلي بين مملكتي إسبانيا وفرنسا، وفازت النمسا بمعظم إقطاعيات إسبانيا في إيطاليا وهولندا، ونتيجة لذلك انتهت الهيمنة الفرنسية على القارة الأوربية، وأصبحت فكرة إيجاد توازن للقوى الدولية آنذاك حقيقة واقعة بفضل معاهدة أوترخت.

## فلوريدا
في أوائل الحرب، هاجم الأسبان تشارليستون، كارولينا الجنوبية، وتعرضوا للهزيمة وردا على ذلك، في حصار مدينة سانت اوغسطين 1702، اسر الجنود الإنجليز والميليشيا إلى جانب الهنود واحرقوا مدينة سانت أوغسطين، فلوريدا إحدى المستعمرات الأسبانية.

## معاهدة أوترخت
اعترفت معاهدة أوترخت بأن يكون فيليب الخامس ملكا لاسبانيا ولكنه أزيح من سلسلة خلافة العرش الفرنسي، على أن لا تتحد أسبانيا وفرنسا تحت حاكم واحد، وذلك لتجنب حدوث أي اتحاد مستقبلي بين مملكتي إسبانيا وفرنسا، وفازت النمسا بمعظم إقطاعيات إسبانيا في إيطاليا وهولندا، ونتيجة لذلك انتهت الهيمنة الفرنسية على القارة الأوربية، ونتيجة لهذه المعاهدة كسبت بريطانيا المستعمرات الأسبانية، في جبل طارق ومينوركا (إحدى جزر الباليار) كما كسبت عقدًا تقوم بموجبه بإمداد كل المستعمرات الأسبانية في أمريكا بالمستعبدين الأفارقة وأيضًا منحت فرنسا بريطانيا مقاطعة خليج هدسون، ونيوفاوندلاند، ومنطقة نوفا سكوتيا، بأكاديا.